# 5123 Cynus
5123 Cynus è un asteroide troiano di Giove del campo greco. Scoperto nel 1989, presenta un'orbita caratterizzata da un semiasse maggiore pari a 5,2291046 au e da un'eccentricità di 0,1027237, inclinata di 8,52569° rispetto all'eclittica.
L'asteroide è dedicato alla città di Cino nella Locride, alleata degli achei.